# 蒂莫泰·若尔丹
蒂莫泰·若尔丹（法語：Timothée Jordan，1865年2月27日—？），法国男子板球运动员。他曾代表法国参加1900年夏季奥林匹克运动会板球比赛，获得一枚银牌。